# Saturn Bomberman Fight!!
Saturn Bomberman Fight!! (サターンボンバーマン ファイト！！?, Satān Bonbāman Faito!!) è un videogioco d'azione sviluppato e pubblicato da Hudson Soft per Sega Saturn l'11 dicembre 1997 esclusivamente in Giappone come parte della serie Bomberman. Rappresenta il secondo capitolo del franchise ad essere uscito per la console SEGA dopo Saturn Bomberman; inoltre a differenza degli altri capitoli è il primo a presentare la grafica completamente in 3D.

## Trama
Ogni quattro anni viene tenuto un torneo per dichiarare quale sarà tra i partecipanti il vero guerriero Bomber, chi vincerà potrà esaudire qualsiasi desiderio. Così White Bomber, Black Bomber ed altri dodici contendenti prendono parte al gioco, combattendo l'uno contro l'altro per fare diventare il proprio sogno realtà ma alla fine dell'evento vi sarà ad attenderli Deral, la potente dea della speranza che vorrà ingaggiare un ultimo match finale che servirà per aggiudicarsi la vittoria definitiva.

## Modalità di gioco
A differenza dei precedenti titoli di Bomberman, i quali erano esclusivamente in 2D, Saturn Bomberman Fight!! presenta una grafica completamente tridimensionale con un punto di vista isometrico. Presenta un totale di quattordici personaggi, dei livelli più piccoli rispetto a quelli presentati nei vecchi capitoli e una modalità multigiocatore fino a quattro persone.
Le modalità di gioco sono quattro: Story (Storia), Training (Allenamento), Battle (Battaglia) e Survival (Sopravvivenza).

## Pubblicazione
Il gioco uscì l'11 dicembre 1997 esclusivamente in Giappone dove fu prodotto anche uno spot pubblicitario in cui compariva Segata Sanshiro, un personaggio immaginario interpretato dall'attore Hiroshi Fujioka, il quale si occupava di pubblicizzare il Sega Saturn ed i rispettivi videogiochi in madre patria. Nel 1998 uscì un altro capitolo della serie per la stessa console, Bomberman Wars.

## Accoglienza
| Testata              | Giudizio |
| -------------------- | -------- |
| GameSpot             | 7.4/10   |
| Sega Saturn Magazine | 90/100   |
| Famitsū              | 23/40    |
| Joypad               | 82/100   |

GameSpot assegnò al gioco un punteggio di 7.4 su 10, apprezzando lo stile di gioco definendolo come una "gradita sorpresa" dopo la delusione avuta dai recensori con Bomberman 64. Nella recensione di Bomberman World per PlayStation, GameSpot dichiarò che i due migliori capitoli tra quelli più recenti dell'epoca erano Saturn Bomberman e Saturn Bomberman Fight!!, ma fu criticata la scelta di aver pubblicato il titolo per una console non molto popolare nel Nord America.
La rivista inglese Sega Saturn Magazine gli diede un punteggio di 90 su 100 mentre la giapponese Famitsū un 23 su 40. Joypad invece confermò un punteggio totale di 82 su 100.